# Haut-Nkam
Pour les articles homonymes, voir Nkam (homonymie).
Le Haut-Nkam est un département du Cameroun situé dans la région de l'Ouest. Son chef-lieu est Bafang.

## Situation
Le département s'étend au sud-ouest de la région Ouest du Cameroun, il est limitrophe de trois départements de la région Ouest et de deux départements de la région du Littoral.
|        | Ménoua    | Hauts-Plateaux |
| Moungo | Haut-Nkam | Ndé            |
|        | Nkam      |                |

## Histoire
La subdivision de Bafang créée en 1935 dans la région Bamiléké devient le département du Haut-Nkam en novembre 1960.

## Arrondissements
Le département compte 7 arrondissements :
- Bafang
- Bakou
- Bana
- Bandja
- Banka
- Kekem
- Banwa

## Communes
Le département est découpé en 7 communes, :
| COG    | Communes | Chef-lieu | Superficie (km²) | Population (2005) |
| ------ | -------- | --------- | ---------------- | ----------------- |
| OU0401 | Bafang   | Bafang    | 106,9            | 29 821            |
| OU0402 | Bana     | Bana      | 114,3            | 10 254            |
| OU0403 | Bandja   | Bandja    | 213,5            | 30 931            |
| OU0404 | Kekem    | Kekem     | 129,1            | 31 542            |
| OU0405 | Banka    | Banka     | 120,8            | 25 290            |
| OU0406 | Banwa    | Banwa     | 107,7            | 11 693            |
| OU0407 | Bakou    | Bakou     | 176,8            | 5 255             |

## Population
La population est de 144 285 habitants en 2005 localisée à 44,6 % en zone urbaine, elle a un taux d'accroissement annuel de 0,28 % entre 1987 et 2005.

## Chefferies traditionnelles
Le département compte deux chefferies traditionnelles de 1er degré, 40 chefferies de 2e degré et 270 chefferies de 3e degré.
Les chefferies traditionnelles de 1er degré sont :
- Chefferie Bana
- Chefferie Banka

Les chefferies traditionnelles de 2e degré sont :
- Groupement Bafang
- Groupement Baboutcheu-Ngaleu
- Groupement Bankondji
- Groupement Bassap
- Groupement Baboutcha-Mitcheu
- Groupement Babone
- Groupement Baboate
- Groupement Banfelouk
- Groupement Folentcha
- Groupement Fongeli
- Groupement Banfeko
- Groupement Bandoumka
- Groupement Bapoungue
- Groupement Fonti
- Groupement Fomessa I
- Groupement Fomessa II
- Groupement Fotsi
- Groupement Fombele
- Groupement Fondjomoko
- Groupement Kekem
- Groupement Bamengui
- Groupement Balemb
- Groupement Fonkouankem
- Groupement Mboebo
- Groupement Foyemtcha
- Groupement Baboutcha-Fongam
- Groupement Bakou-Fontsinga
- Groupement Komako
- Groupement Fondjanti
- Groupement Balouk
- Groupement Bankambe
- Groupement Fopouanga
- Groupement Fotouni
- Groupement Babouantou
- Groupement Fondjomekwet
- Groupement Bandja
- Groupement Fondanti
- Groupement Bakassa
- Groupement Bandoumkassa
- Groupement Batcha

## Tourisme
Dans le département se trouvent des chutes d'eau notables : celle de Bakassa (près de Bana), la chute Tūwū à Banka, les chutes de la Mouankeu (environ 40 m de haut) à côté de Bafang, et les chutes d'Ekom (environ 80 m de haut) qui ont servi de décor au film Greystoke, la légende de Tarzan de Hugh Hudson, avec Christophe Lambert.

## Chefferies
Parmi les chefferies du département, se trouvent notamment Bana, Bakou, Badoumla, Banka, Banfeko, Bakoven, Fotouni, Fondjomekwet, etc.

### Sources
- Décret n°2007/115 du 13 avril 2007 et décret n°2007/117 du 24 avril 2007